# Salvatore Schillaci
Salvatore Schillaci, kallad Totò, född 1 december 1964 i Palermo, död 18 september 2024 i Palermo, var en italiensk fotbollsspelare. 
Schillaci blev känd som vinnare av skytteligan i VM 1990. Han var, med sina sex mål i turneringen, en bidragande orsak till att Italien nådde tredje plats och därmed bronsmedalj. Schillaci tilldelades, förutom Guldskon som bäste målgörare, också Guldbollen som "bäste spelare" i fotbolls-VM 1990.
På klubblagsnivå representerade Schillaci bland annat Juventus och Inter. I slutet av sin karriär spelade han också i den japanska klubben Júbilo Iwata innan han som 33-åring valde att avsluta karriären.
Schillaci diagnostiserades 2022 med tjocktarmscancer. Den 10 september 2024 togs han in på sjukhus, varvid konstaterades förmaksflimmer. Han avled en vecka senare.